# In M. Tullium invectiva
In M. Tullium invectiva (deutsch „Invektive gegen Marcus Tullius [Cicero]“, auch Invectiva in Ciceronem) ist eine Invektive, also eine kunstvoll gestaltete Schmährede, die sich gegen den römischen Anwalt, Politiker und Philosophen Marcus Tullius Cicero richtet. Die Invektive wurde in der Tradition dem Geschichtsschreiber Sallust zugeschrieben. Heute wird der Autor allerdings als Pseudo-Sallust bezeichnet, da die Verfasserfrage umstritten ist. Es handelt sich wahrscheinlich um eine Deklamationsrede einer römischen Rhetorenschule.

## Historische Situation und Textzusammenhang

### Die Rhetorenschule als Herkunftsort der InvektiveIn Ciceronem
Aufgrund zweier Hinweise von Quintilian und dem Vergil-Kommentator Servius wurde die Urheberschaft der Invektive In Ciceronem traditionell dem römischen Historiographen Sallust zugeschrieben. Nach Anna Novokhatko meinen heute jedoch die meisten Forscher, dass die Rede nicht von Sallust sei, sondern Produkt einer römischen Rhetorenschule. Dorthin schickten wohlhabende römische Eltern ihre jugendlichen Kinder, damit sie durch Imitation von Stilgrößen wie eben Sallust oder Cicero ihre Redefähigkeiten schulten und sich so auf ihre späteren Karrieren vorbereiteten.
Königsdisziplin des Rhetorikunterrichts war das Halten von Deklamationen: Der Lehrer suchte ein Thema aus und hielt eine Beispielrede, bevor die Schüler ihre Reden ausarbeiteten und vortrugen. Die Invektivrede In Ciceronem wird heute als eine solche Deklamationsrede angesehen. Genauer handelt es sich um den Deklamationstypus einer controversia (im Gegensatz zu einer suasoria), also eine simulierte Gerichtsrede vor dem Senat, die, wahrscheinlich auch um den Unterhaltungswert für die Schülerschaft als Publikum zu steigern, oft viel „Sex und Gewalt“ enthalten konnte. Weiterhin ist die Invektive Beispiel einer Prosopopoiia (von griech. προσωποποιία prosōpopoiía): Der Schüler versetzt sich in eine Person, hier Sallust, und adressiert oft eine weitere Person in der 2. Person, hier Cicero. Weiterhin gibt es sowohl bei Seneca dem Älteren als auch bei Cicero Hinweise darauf, dass die Invektive in augusteischer Zeit verfasst wurde. Ihnen zufolge kam die Form der controversiae, wie sie im Fall dieser Invektive vorliegt, erst am Ende der Republik bzw. am Anfang der Kaiserzeit auf; außerdem habe man damals erst begonnen, die Deklamationen vor größerem, meist gleichaltrigem Publikum vorzutragen, was ein Grund für die vielen die Jugend unterhaltenden Hyperbeln ist, über die auch diese Invektive verfügt. Zusammengefasst lässt sich also über die Invektive In Ciceronem sagen: Wahrscheinlich handelt es sich bei der Rede um eine „prosopoietische“ Deklamationsrede im Typus einer controversia aus augusteischer Zeit, um ein Produkt eines Lehrers oder Schülers einer römischen Rhetorikschule.

### „Historisch-fiktiver“ Kontext und Szenerie der Invektive
In der Invektive wird eine Situation gezeichnet, die die politische Lage im Herbst 54 v. Chr. widerspiegelt. Sie spielt im Römischen Senat. Drei Jahre zuvor, im Jahre 57 v. Chr., war Cicero, unterstützt von Gnaeus Pompeius Magnus und Titus Annius Milo, aus seinem Exil in Macedonia nach Rom zurückgekehrt und von den Römern feierlich empfangen worden. Im Jahr darauf, im Jahre 56 v. Chr., erneuerten Pompeius, Gaius Iulius Caesar und Marcus Licinius Crassus in der Konferenz von Lucca ihren Dreibund. Von nun an sah sich Cicero gezwungen, Reden zugunsten Caesars zu halten, zum Beispiel in seiner Rede De provinciis consularibus. Im Jahr 54 v. Chr. verteidigte er sogar ehemalige persönliche Feinde, die nun aber zu den Unterstützern der Triumvirn gehörten; diesen war auch Publius Vatinius gewogen, der Prätor des Jahres 55 v. Chr. war. Die Invektive gegen Cicero fingiert die politische Lage genau nach eben jener Verteidigung des Vatinius im Herbst 54 v. Chr.

## Inhaltsübersicht
Im exordium der Rede weist Pseudo-Sallust die folgende Rede als Replik auf eine (fiktive) Schmährede aus, die zuvor Cicero gegen ihn gehalten hat. Er sieht den Ursprung seiner Schmähungen nicht in einem überlegten Urteil (iudicio), sondern vielmehr in einer Krankheit der Seele (morbo animi). Wie ein Homöopath setzt er nun Schmähung gegen Schmähung, um Cicero scheinbar in guter Absicht zu therapieren. Gleichzeitig stellt er so aber auch vor den Senatoren sein Vorhaben, zu schmähen und zu diffamieren, als edle, ja aristokratische Absicht hin. Nun beklagt Pseudo-Sallust den erbärmlichen Zustand der römischen Republik, ihres Volkes sowie ihres Senats, weil sie Spielball (ludibrio) von Leuten wie Cicero geworden sei. Dessen Herkunft wird nun am Ende des exordium gemäß einem weitverbreiteten Topos der Invektive herabgesetzt (reperticius, accitus, paulo ante insitus huic urbi civis), während er sich selbst als Abkomme des großen Feldherren Scipio Africanus höchstpersönlich darstellt.
Im Hauptteil der Invektive, der narratio, beginnen die Schusssalven in alle Richtungen der verschiedensten Topoi der Invektive. Pseudo-Sallust greift das päderastische Verhältnis des jugendlichen Cicero mit seinem ehemaligen Rhetoriklehrer Marcus Piso an. Des Weiteren geht Pseudo-Sallust auf den Protz seines Hauses in Rom ein, das nun von Cicero, einem schändlichen Mann (homo flagitiosissime), bewohnt werde, ehedem aber vom ehrenwerten Crassus (viri clarissimi). Zur häuslichen Sphäre gehören auch Ciceros Frau Terentia und seine Tochter Tullia; der einen wird Gotteslästerung, der anderen freizügiger Inzest mit ihrem Vater vorgeworfen. Dann greift der Redner Ciceros Konsulat an. Er sei eben nicht der von den Göttern gesandte Beschützer der Republik vor den Catilinariern gewesen, wie er ruhmredig behaupte, sondern vielmehr Schlächter (carnificis) und Erpresser der Catilinarier. Mit deren Schutzgeldern habe er sich seine Villen in Tusculum und Pompeji erkauft und erpresst. Danach verwendet der Redner zweimal abwechselnd ironische Lobhudelei und Empörung. Im ersten Teil wird Cicero gezeichnet als tugendhafter Nachfahre vom anderen berühmten Arpinaten Marius, dem nichts lieber als die Republik sei; dieses Bild wird nun durch eine Aufzählung von negativen Beschreibungen zerstört (zum Beispiel levissimus senator, mercennarius patronus); es folgt eine Verunglimpfung der körperlichen Eigenschaften, der zufolge alle Körperteile Ciceros von Schande befleckt seien (nulla pars corporis a turpitudine vacat). Im zweiten Teil wird Ciceros Ruhmredigkeit entlarvt, indem ein Zitat aus seinem Gedicht De consulatu suo ironisch vorangestellt wird: „O fortunatam natam me consule Romam!“; auch diese laudatio (Lobrede) mündet umgehend in eine indignatio („Entwürdigung/Entrüstung“): „Te consule fortunatam, Cicero?“ Im Folgenden wird die römische Republik als Opfer eines einzelnen Willkürherrschers beschrieben. Schließlich wird er sogar mit dem Begründer der Proskriptionen Sulla verglichen: Pseudo-Sallust behauptet, er habe nicht bloß togatus, in der Toga, Politik betrieben – wie im zitierten cedant arma togae von Cicero behauptet, sondern – armatus, in Waffen.
Der letzte Abschnitt bildet die peroratio. Auch hier wird anfangs zum wiederholten Male ein ironische laudatio gehalten: Cicero sei von Minerva selbst in den Künsten unterwiesen, von Jupiter in die Götterversammlung gerufen, von Italien auf seinen Schultern aus seinem Exil zurückgetragen worden. Die Parodie gipfelt in einer quasi-religiösen Anrufung Ciceros als Romulus aus Arpinum (Romule Arpinas). Die Fassade wird nun fallen gelassen. Bohrende, rhetorische Fragen sollen Cicero bedrängen; Pseudo-Sallust fragt, welche Stellung er in Rom eigentlich habe, welche Position ihm gefiele, wen er zum Freund, wen zum Feind habe. Diese Fragen sollen auf Ciceros Wetterwendigkeit zielen. In der Folge erscheinen die Antworten auf diese Fragen, in denen der Schmähredner jene Wankelmütigkeit immer weiter zuspitzt.